# Frontino (Antioquia)
Pour l’article homonyme, voir Frontino.
Frontino est une municipalité du département d'Antioquia en Colombie.

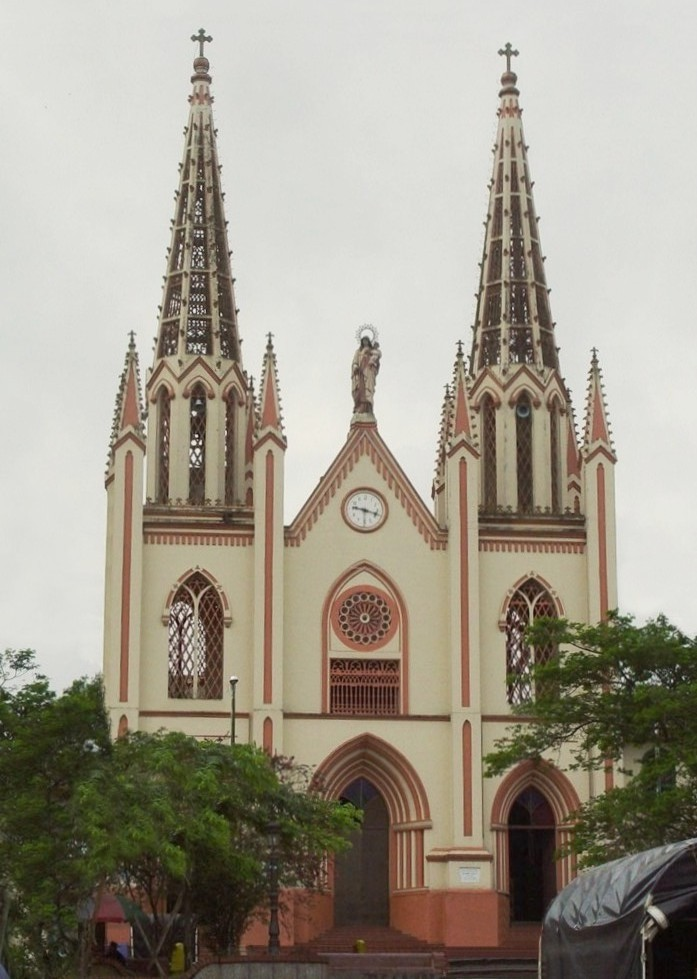
Église de Frontino